# Ryan Dolan
Pour les articles homonymes, voir Dolan.
Ryan Dolan, né à Strabane, dans le comté de Tyrone en Irlande du Nord, est un chanteur nord-irlandais.

## Biographie
Le 22 février 2013, il est choisi pour représenter l'Irlande au Concours Eurovision de la chanson 2013 à Malmö, en Suède avec la chanson Only Love Survives (Seul l'amour survit). Qualifié en demi-finale, il termine dernier de la finale.